# Russische Grippe (1889–1895)

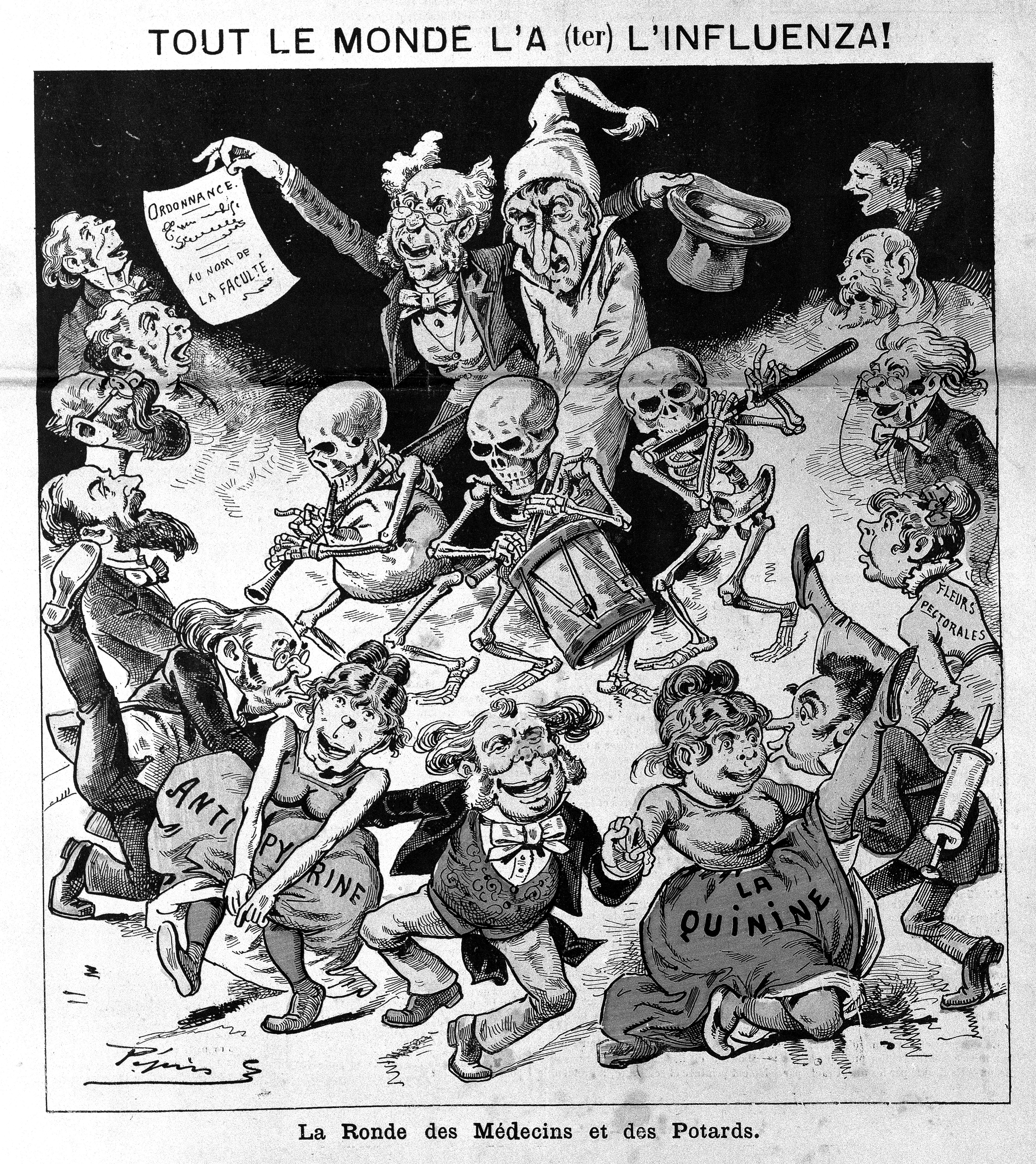
Alle Welt hat Influenza (zeitgenössische französische Karikatur)

Die 1889 zuerst aufgetretene sogenannte Russische Grippe war eine Pandemie, bei der in der Forschung umstritten ist, ob sie von Influenza- oder Coronaviren hervorgerufen wurde. Die Pandemie begann im Sommer 1889 in Zentralasien, von wo aus sie den Handelsrouten folgend sich nach Russland, China und von Russland aus nach Europa und dann weltweit ausbreitete. Die Ausbreitung erfolgte in Wellen. Der ersten Welle von 1889/1890 folgten bis 1895 drei weitere Wellen unterschiedlicher Ausprägung. Die Russische Grippe war mit bis zu einer Million Opfern weltweit die bis dahin schwerste Epidemie einer Atemwegsinfektion, übertroffen erst durch die Spanische Grippe, die ab 1918 weit über 25 Millionen Opfer forderte.

## Verlauf

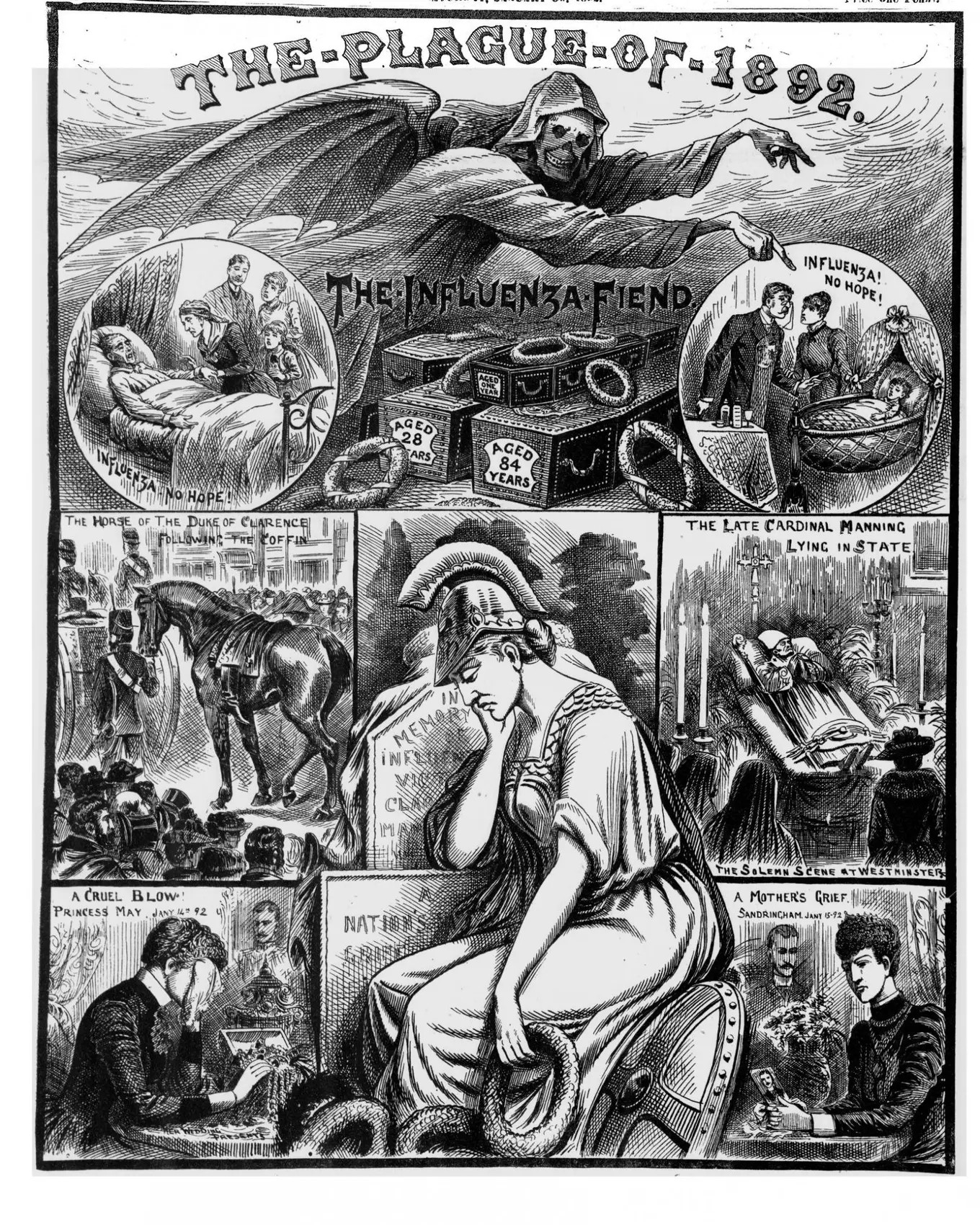
Englische Zeitschriftenillustration von 1892

Die ersten Fälle der Russischen Grippe wurden bekannt, als die Krankheit im Oktober 1889 Sankt Petersburg erreichte, wo ein erheblicher Anteil der Bevölkerung binnen kurzer Zeit erkrankte. Die Krankheit verlief häufig kurz, aber heftig mit Fieber, Kopf- und Gliederschmerzen, Übelkeit und Erbrechen, nahm aber gelegentlich auch einen langwierigeren Verlauf mit Komplikationen wie Pneumonie. Wegen des schnellen, oft nur drei Tage währenden Verlaufs wurde die Grippe im Deutschen auch als „Blitz-Katarrh“ bezeichnet, wie 1918/19 dann auch die Spanische Grippe genannt wurde.
Ihren Ursprung hatte die Seuche dem deutschen Arzt Oscar Heyfelder zufolge jedoch im Emirat Buchara an der Seidenstraße. Heyfelder arbeitete als leitender Arzt der Sächsischen Eisenbahn und war Zeuge der Epidemie in Buchara, die von Mai bis August 1889 dauerte. Die Ausbreitung wäre dann von dort westlich über die im vorangehenden Jahr fertiggestellte Transkaspische Eisenbahn erfolgt. Inzwischen wird jedoch vermutet, dass es sich bei der Epidemie in Buchara nicht um Grippe, sondern um Malaria gehandelt habe. Anderen Meinungen zufolge lag der Ursprung der Seuche im westlichen Sibirien, von wo aus sie sich über Kirgisistan und Kasachstan nach Westen ausbreitete. Mitte September erreichte die Epidemie Tscheljabinsk an der damals noch im Bau befindlichen Transsibirischen Eisenbahnlinie, überquerte Anfang Oktober den Ural und erreichte Mitte Oktober St. Petersburg. Durch Eisenbahnverbindungen breitete sie sich zügig weiter in die Hauptstädte Europas aus, wo es in schneller Folge im November und Dezember Ausbrüche in Berlin, Wien und Paris gab.
Anfang des Jahres 1890 erreichte die Krankheit England. In London allein erkrankten 10 bis 15 Prozent der Bevölkerung, also über 400.000 Personen, über 4000 Einwohner starben an der Krankheit, vorwiegend Kinder und Greise. In Europa starben über 250.000 Menschen, die Zahl der Todesfälle weltweit war wohl zwei- oder dreimal so hoch.
Binnen vier Monaten verbreitete sich die Seuche weltweit: Mitte Dezember erreichte die Grippe Boston und New York, im Januar Montreal, Nord- und Südafrika und Kaschmir, im Februar Indien und China und im März Ostafrika, Australien, Neuseeland und Borneo. Die Pandemie von 1831 bis 1833 hatte in einer Zeit vor Eisenbahn und Dampfschiff noch elf Monate für die globale Ausbreitung gebraucht.
Der ersten Welle folgte in Großbritannien im April/Mai 1891 eine zweite Welle, die dritte im Januar/Februar 1892 und die vierte von Dezember 1893 bis Januar 1894. Die erste Welle forderte in Großbritannien geschätzte 27.000 Tote, die zweite 58.000, insgesamt starben bis 1894 wohl 100.000 Briten an der Grippe. In den folgenden Jahren kam es zu einzelnen Ausbrüchen, namentlich in den Jahren 1895 und 1899/1900.

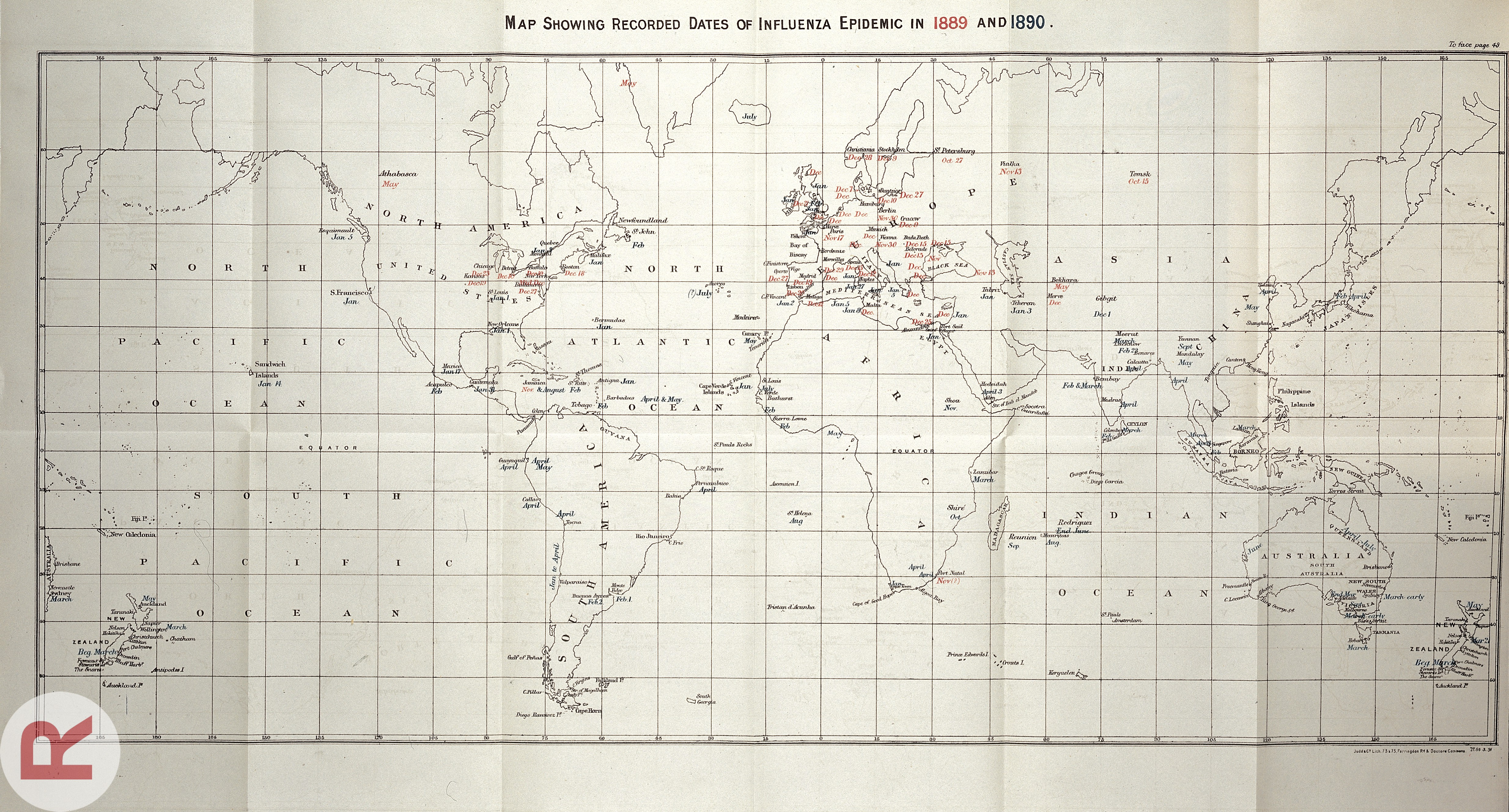
Weltkarte von 1891 mit Daten des Pandemieverlaufs

Eine Bestimmung der Letalität der Infektion erweist sich auch dort als schwierig, wo – wie etwa in Großbritannien – Todesursachen damals bereits statistisch erfasst wurden. Vor allem in den ersten Jahren wurde meist Lungenentzündung oder eine nicht näher spezifizierte Atemwegserkrankung als Todesursache benannt und nur selten Influenza. Die Häufigkeit dieser Erkrankungen macht es auch schwierig, auf die konkrete Pandemie zurückzuführende zusätzliche Todesfälle statistisch zu ermitteln.

## Erreger
Unter der herkömmlichen Annahme, die Pandemie sei durch ein Influenza-Virus ausgelöst worden, gab es verschiedene Vorschläge, um welchen Subtyp es sich gehandelt haben könnte. Laut einer 2010 publizierten Studie gibt es Anhaltspunkte, die auf den Subtyp A/H3N8, die so genannte Pferdeinfluenza, hinweisen. In der Fachdiskussion war zuvor jedoch auch der Subtyp A/H2N2 wiederholt genannt worden.
Seit Beginn des 21. Jahrhunderts wurde jedoch mehrfach in Frage gestellt, dass der Erreger ein Influenza-Virus gewesen sei. So gibt es nach Ansicht einer belgischen Forschergruppe um Marc van Ranst Indizien dafür, dass die Krankheit durch das Coronavirus HCoV-OC43 ausgelöst worden sein könnte. Bei einem Vergleich der Gensequenzen des Menschen infizierenden Virus HCoV-OC43 und bei Rindern verbreiteter Formen des Coronavirus (BCoV) kamen sie zu dem Ergebnis, dass die Unterschiede bei gewissen Annahmen über die Mutationsrate (Stichwort molekulare Uhr) annehmen lassen, dass das Virus ungefähr 1890 vom Rind auf den Menschen übergesprungen sei, weshalb der Erreger der Russischen Grippe möglicherweise ein Coronavirus gewesen sei. Im Zuge der COVID-19-Pandemie wiederholte 2020 eine dänische Forschergruppe um die Epidemiologin Lone Simonsen von der Universität Roskilde mit modernster Computerleistung und neuem Wissen die belgische Studie von 2005. Sie kamen zu dem Ergebnis, dass das Coronavirus OC43 sehr wahrscheinlich kurz vor dem Jahr 1890 von Kühen auf den Menschen gesprungen sei. Überdies zeigt die Analyse von zeitgenössischen medizinischen Berichten, dass die klinischen Symptome der „russischen Grippe“ von 1889–1895 denen von COVID-19 ähnelten, einer vom Coronavirus SARS-CoV-2 verursachten Erkrankung. So wurden Geschmacks- und Geruchsverluste sowie Langzeitfolgen beobachtet, die denen von Long Covid ähnelten.
Die ebenfalls als Russische Grippe bezeichnete Epidemie von 1977–1978 wurde dagegen erwiesenermaßen durch Influenzaviren vom Subtyp A/H1N1 verursacht.

## Auswirkungen und Reaktionen

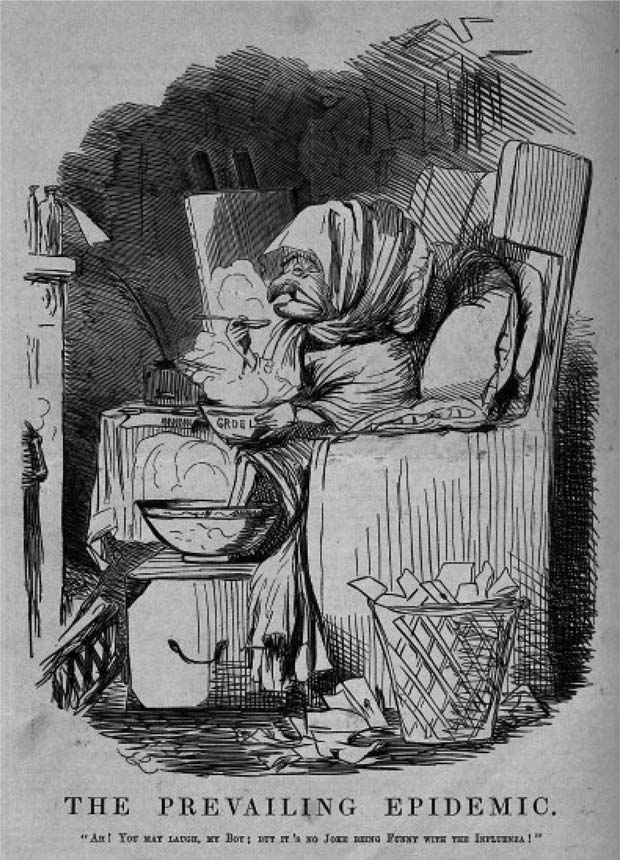
Die siegreiche Epidemie: Mr. Punch sitzt mit Haferschleim vor dem Feuer: „Kein Spaß, mit Grippe ein Spaßmacher zu sein.“ (Cartoon der Zeitschrift Punch von 1891)

Die Pandemie von 1889 unterschied sich in mehrerer Hinsicht von vorangehenden Influenza-Pandemien, zum einen durch die Zahl der Opfer und die Schwere der Erkrankungen, zum anderen durch die Geschwindigkeit der Ausbreitung und die Wahrnehmung. Insofern ist sie mit den Pandemien des 21. Jahrhunderts vergleichbar. Wie sich heute durch den globalen Verkehr mit Millionen von Fluggästen die Ausbreitung von Infektionskrankheiten wesentlich beschleunigt hat, so war damals die Russische Grippe die erste Pandemie, bei der die Ausbreitung entlang der Eisenbahnlinien eine wesentliche Rolle spielte.
Wie heute das Internet die Wahrnehmung von Bedrohungen verändert und Gefahren, die früher als weit entfernt wahrgenommen worden wären, in unmittelbare Nähe rückt, so bewirkte damals erstmals die Berichterstattung durch die Zeitungen als erstes modernes Massenmedium eine andere, weniger distanzierte Wahrnehmung. Nicht nur, dass Zahl und Diversifizierung von Zeitungen und Zeitschriften stark zugenommen hatte, nun gab es auch Nachrichtenagenturen wie zum Beispiel Reuters, die miteinander konkurrierten und sich gegenseitig mit möglichst aktuellen Meldungen auszustechen versuchten, sodass etablierte Medien wie The Times sich einer zahlreichen neuen Konkurrenz von regionalen Tageszeitungen und Boulevardblättern gegenübersahen, von denen der Zeitungsleser fast tagesaktuell zum Beispiel über die Entwicklung der Epidemie in St. Petersburg informiert wurde. Daneben gab es Publikationen wie die Satirezeitschrift Punch oder die Frauenzeitschrift Women’s Penny Paper, die ihrem Publikum ihre spezifische Sicht der Seuche vermittelten.
Der Eindruck, den das Aufflammen der Epidemie im Herbst 1889 auf das Publikum machte, zeigt sich in einem Gedicht über die Russian Flu, das der spätere Premier Winston Churchill verfasste, der damals 15 Jahre alt war und die Eliteschule Harrow besuchte. Dort heißt es:
The rich, the poor, the high, the low

Alike the various symptoms know

Alike before it droop.
Churchill thematisiert hier ein damals wahrgenommenes Charakteristikum der Epidemie, nämlich ihren demokratischen Charakter, der auch die Reichen, Mächtigen und Berühmten nicht verschonte. Nicht nur, dass die Spitzen der Gesellschaft nicht verschont wurden, es entstand sogar der Eindruck, dass gerade sie von der Krankheit niedergeworfen wurden. So war eine der ersten Personen in England, deren Erkrankung öffentlich bekannt wurde, der damalige Premierminister Lord Salisbury, was den Liverpool Mercury zu der nachdenklichen Bemerkung veranlasste, dass angesichts einer solchen Seuche „der Herrscher ebenso in Gefahr schwebe wie der Straßenhändler“. Neben den Erkrankungen prominenter Personen wurde bemerkt, dass überproportional häufig Eisenbahn- und Postangestellte erkrankten.
Ein anderes Charakteristikum, nämlich die offensichtliche Hilflosigkeit der Ärzte und Mediziner angesichts der tödlichen Bedrohung, hatte eine 1890 im französischen Satiremagazin Le Grelot veröffentlichte Karikatur zum Gegenstand, das einen unglücklichen Patienten mit einem fröhlich ein Rezept schwingenden Doktor zeigt, umgeben von Ringelreihen aus Ärzten, Apothekern und Personifikationen damals angewandter Antipyretika wie zum Beispiel Chinin oder Natriumsalicylat, das bei einer Virusgrippe allenfalls Symptome mildern kann. Aufgespielt wird von einer Combo aus drei Gerippen. Zur Grippetherapie wurde außerdem auch Strychnin eingesetzt. Dem „Vorläufigen Merkblatt für Vorkehrungen“ des für öffentliche Gesundheit in England und Wales zuständigen Local Government Board konnte man entnehmen, dass man bei Grippe „im Bett bleiben, sich warm halten, Brandy trinken, Chinin und Opium einnehmen und Bettzeug und Kleidung desinfizieren“ solle.
Die Gegenmaßnahmen, die man zum Beispiel ergriff, um das Parlamentsgebäude von Westminster im Mai 1891 zu entseuchen, bestanden aus Scheuern der Böden mit Karbolseife, Räucherungen mit Schwefel und Campher und ausgiebigem Lüften. Sie waren sämtlich wenig wirksam für die Prophylaxe einer Viruserkrankung und orientierten sich an der seinerzeit eigentlich schon diskreditierten Miasmentheorie, die sich als recht hartnäckig erwies, wenn man etwa vermutete, der Ursprung der Krankheit läge in China, von wo aus der Wind den feinen Staub getrockneter Leichen nach Westen getragen habe. 1887 hatte eine katastrophale Flut des Gelben Flusses bis zu zwei Millionen Tote gefordert.
Dementsprechend, und dem Prinzip folgend, dass Epidemien stets woanders her stammen, wurde die Epidemie in Russland als „Chinesischer Schnupfen“ bezeichnet. Neben solchen Feinstaub-Fernwirkungen wurden als Ursachen der Epidemie auch die atmosphärisch-miasmatischen Auswirkungen von Erdbeben (seit 1875 lieferten Seismographen hierzu zunehmend genauere Daten), Vulkanausbrüchen (die Fernwirkungen des Krakatau-Ausbruchs 1883 in Form spektakulärer Sonnenuntergänge waren noch in Erinnerung) oder auch elektrischer Phänomene, wie zum Beispiel auffälliger Nordlichter, diskutiert. Auch außerirdische Einflüsse wurden in Erwägung gezogen, namentlich das Auftauchen von Kometen.
Vor allem im Laufe der auf die erste Welle folgenden weiteren Wellen wurde die Öffentlichkeit zunehmend gleichgültig und fatalistisch gegenüber der Epidemie. Man verzichtete auf Arztbesuche, machte sich über die Mediziner lustig und verlor einen Teil des Glaubens an die Fähigkeit der modernen Wissenschaft, alle Krankheiten und Epidemien letztlich zu besiegen. 1892 meinte der Bakteriologe Richard Pfeiffer, im „Pfeiffer-Influenzabakterium“ den Erreger entdeckt zu haben. Diese Entdeckung führte aber nicht zu einer Therapie, sondern zu einer bis in die 1930er-Jahre weiterbestehenden Verwirrung über die Ursachen der Influenza. Tatsächlich ist der Pfeiffersche Influenzabazillus ein bei Influenza – häufig, aber nicht immer – sekundär auftretender bakterieller Erreger.

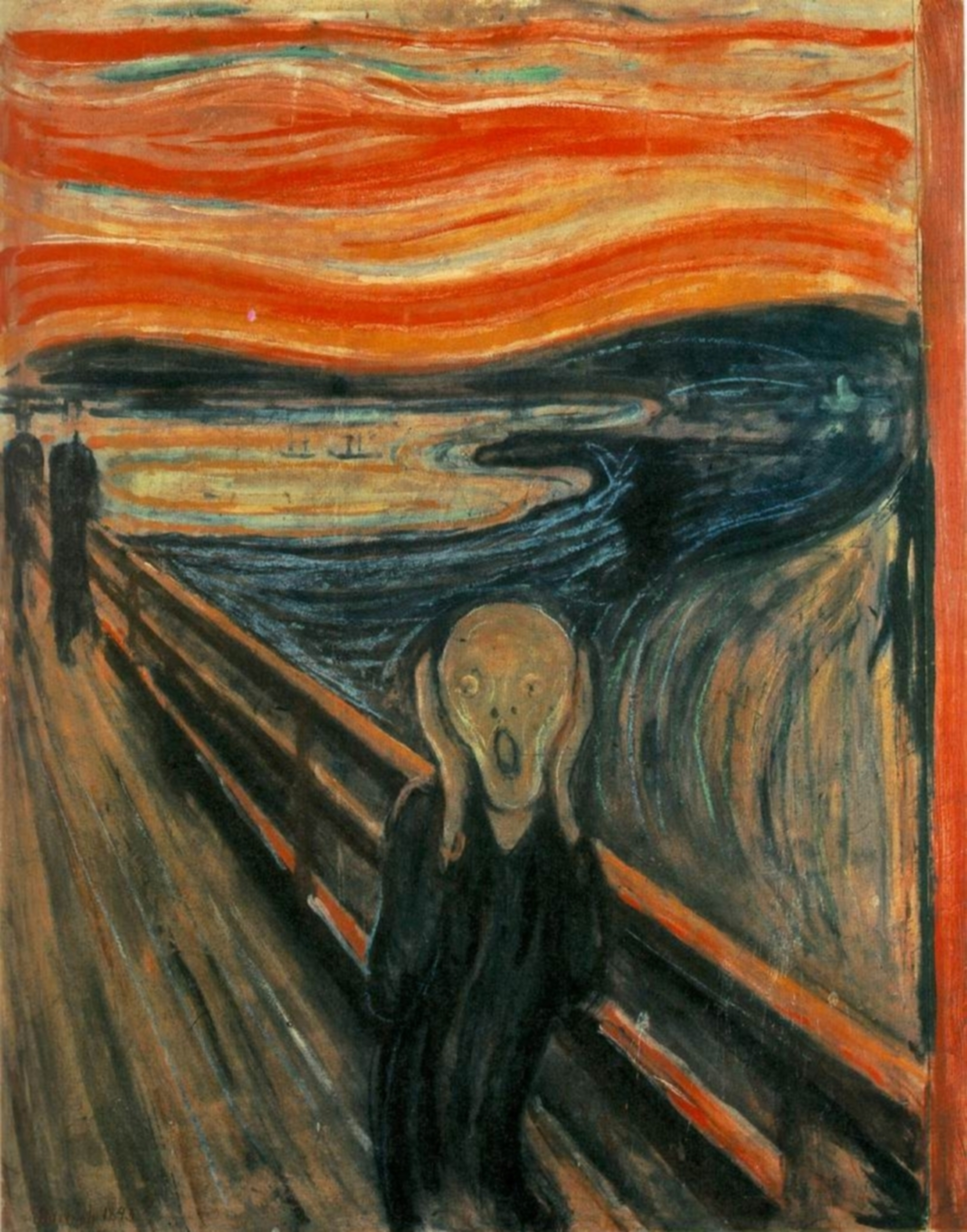
Influenza-inspiriert? Der Schrei von Edvard Munch (1893)

Ein drittes Charakteristikum der Russischen Grippe schließlich sind die auffällig oft in den Berichten erscheinenden psychischen Auswirkungen, die nach dem Überwinden der eigentlichen Erkrankung weiterbestanden bzw. erst auftraten. Man sprach von „nervlichen Invaliden“, gequält von „post-influenzaler Depression“, „Lethargie“, „grippaler Katalepsie“, „hysterischem Koma“, „Melancholie“ und „Neurasthenie“. F. B. Smith und Mark Honigsbaum spekulieren, dass die in den 1890er-Jahren stattfindende kulturelle Wende hin zur Literatur der Dekadenz, der Kunst des Symbolismus und der Obsession des Fin de Siècle mit Krankheit, Wahnsinn und Tod mit einem langfristigen Einfluss überstandener Influenza-Erkrankungen zusammenhänge. Einen solchen Zusammenhang hat man zum Beispiel bei Edvard Munchs berühmtem Gemälde Der Schrei vermutet, dessen erste Versionen 1893 entstanden. Direkt belegbar sind solche Vermutungen jedoch nicht.
Ein Zusammenhang zwischen einem Anstieg der Selbstmordrate in den Jahren ab 1890 und der Influenza-Epidemie ist unbewiesen. Das heißt allerdings nicht, dass solche Zusammenhänge nicht existierten oder auch nur unwahrscheinlich seien.